# سوزي كلاين (صحفية)
سوزي كلاين (بالإنجليزية: Suzy Klein)‏ هي صحفية بريطانية، ولدت في 1 أبريل 1975 في لندن في المملكة المتحدة.

## وصلات خارجية
- سوزي كلاين على موقع IMDb (الإنجليزية)
- سوزي كلاين على موقع قاعدة بيانات الفيلم (الإنجليزية)